# Johnny Cecotto

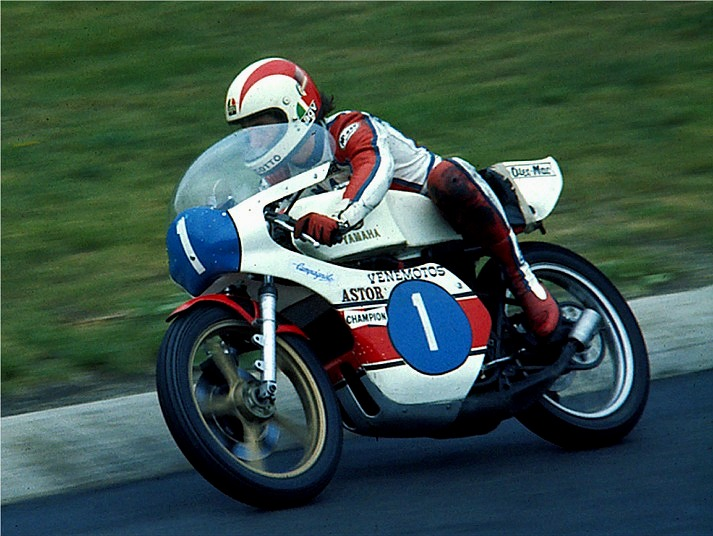
1976 op Yamaha

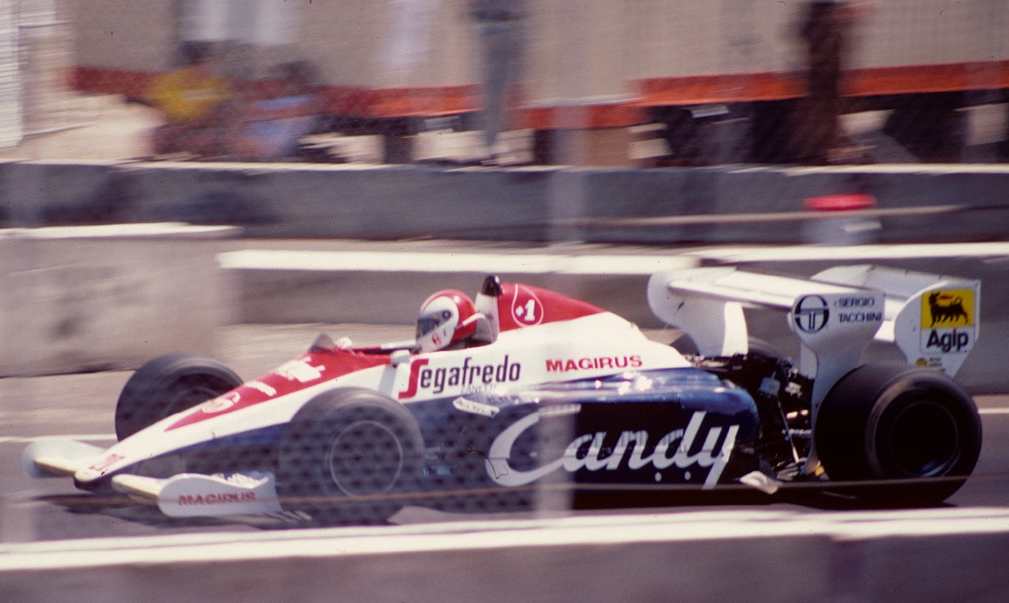
1984 op Toleman TG184

Alberto "Johnny" Cecotto (Caracas, Venezuela, 25 januari 1956) is een voormalig wereldkampioenschap wegrace- en Formule 1-coureur. Hij is een van de weinige sportmannen die zowel in motor- als autosport successen behaalde.

## Carrière in motorsport
Cecotto begon als motorsporter, werd nationaal kampioen van Venezuela in 1973 en 1974, en reed vervolgens internationale wedstrijden. In de Daytona 200 van 1975 reed hij op een ongemodificeerde Yamaha TZ750, die werd gesponsord door de importeur. Als laatste gestart wist hij als derde te eindigen.
Vervolgens kwam Cecotto uit in het wereldkampioenschap wegrace, in de 250cc en 350cc klasse. Hij verbaasde vriend en vijand door zijn eerste races in beide klassen te winnen tijdens de eerste races van dat seizoen in Frankrijk. Op negentienjarige leeftijd was hij de jongste wereldkampioen ooit, en onttroonde daarbij Giacomo Agostini.
Vanaf 1976 kwam hij opnieuw uit in Daytona, en boekte daar successen. In het wereldkampioenschap wegrace moest hij echter Walter Villa voor laten gaan. In 1977 raakte hij vroeg in het seizoen betrokken bij een ernstig ongeval in de GP van Oostenrijk, welk ongeval de Zwitser Hans Stadelmann het leven kostte.
Zijn pogingen om ook in de 500cc klasse - de tegenwoordige MotoGP - succes te behalen lukten minder goed, zijn beste prestatie was een derde plaats in de eindstand van 1978. In de jaren tot 1980 had hij te maken met diverse valpartijen met blessures als gevolg. Na het seizoen van 1980 besloot hij te stoppen met motorsport, en in de autosport verder te gaan.

### Wereldkampioenschap wegrace resultaten
(Races in vet zijn polepositions; races in cursief geven de snelste ronde aan, punten (tussen haakjes) zijn inclusief streepresultaten)
| Jaar | Klasse | Team      | Motorfiets           | 1       | 2           | 3       | 4       | 5          | 6          | 7          | 8          | 9       | 10      | 11      | 12    | 13      | Punten | Plaats | Winst |                                      | Wereldkampioen |
| ---- | ------ | --------- | -------------------- | ------- | ----------- | ------- | ------- | ---------- | ---------- | ---------- | ---------- | ------- | ------- | ------- | ----- | ------- | ------ | ------ | ----- | ------------------------------------ | -------------- |
| 1975 | 250 cc | Venemotos | Yamaha TZ 250        | FRA 1   | SPA DNF     |         | DUI DNF | NAT 2      | IOM Boycot | NED DNF    | BEL 1      | ZWE DNF | FIN 2   | TSL DNF | JOE - |         | 54     | 4e     | 2     | Walter Villa, Harley-Davidson RR 250 |                |
| 1975 | 350 cc | Venemotos | Yamaha TZ 350        | FRA 1   | SPA 2       | OOS DNF | DUI 1   | NAT 1      | IOM Boycot | NED 5      |            |         | FIN 1   | TSL DNF | JOE - |         | 78     | 1e     | 4     | Johnny Cecotto, Yamaha TZ 350        |                |
| 1976 | 350 cc | Yamaha    | Yamaha TZ 350        | FRA 2   | OOS 1       | NAT 1   | JOE -   | IOM Boycot | NED 8      |            |            | FIN DNF | TSL DNF | DUI 2   | SPA 4 |         | 65     | 2e     | 2     | Walter Villa, Harley-Davidson RR 350 |                |
| 1976 | 500 cc | Yamaha    | Yamaha YZR 500       | FRA 2   | OOS DNF     | NAT DNF |         | IOM Boycot | NED DNS    | BEL Boycot | ZWE -      | FIN -   | TSL -   | DUI -   |       |         | 12     | 19e    | 0     | Barry Sheene, Suzuki RG 500          |                |
| 1977 | 350 cc | Yamaha    | Yamaha TZ 350        | VEN 1   | OOS Afgebr. | DUI DNS | NAT DNS | SPA DNS    | FRA DNS    | JOE DNS    | NED DNS    |         | ZWE DNF | FIN DNF | TSL 1 | GBR DNF | 30     | 9e     | 2     | Takazumi Katayama, Yamaha TZ 350     |                |
| 1977 | 500 cc | Yamaha    | Yamaha YZR 500       | VEN 4   | OOS DNS     | DUI DNS | NAT DNS |            | FRA DNS    |            | NED DNS    | BEL DNS | ZWE 2   | FIN 1   | TSL 1 | GBR DNF | 50     | 4e     | 2     | Barry Sheene, Suzuki RG 500          |                |
| 1978 | 500 cc | Yamaha    | Yamaha YZR 500       | VEN DNF | SPA 4       | OOS 2   | FRA 23  | NAT DNF    | NED 1      | BEL DNF    | ZWE 6      | FIN 3   | GBR 7   | DUI 2   |       |         | 66     | 3e     | 1     | Kenny Roberts, Yamaha YZR 500        |                |
| 1979 | 500 cc | Yamaha    | Yamaha YZR 500       | VEN DNF | OOS DNF     | DUI DNS | NAT DNS | SPA DNS    | JOE DNF    | NED DNF    | BEL Boycot | ZWE DNF | FIN 7   | GBR DNF |       | FRA 5   | 10     | 20e    | 0     | Kenny Roberts, Yamaha YZR 500        |                |
| 1980 | 350 cc | Yamaha    | Bimota-Yamaha TZ 350 | NAT 1   |             | FRA 2   |         | NED 20     |            |            | GBR DNF    | TSL DNF | DUI 3   |         |       |         | 37     | 4e     | 1     | Jon Ekerold, Bimota-Yamaha TZ 350    |                |
| 1980 | 500 cc | Yamaha    | Yamaha YZR 500       | NAT 4   | SPA 6       | FRA 9   |         | NED 6      | BEL DNF    | FIN DNS    | GBR 5      |         | DUI 6   |         |       |         | 31     | 7e     | 0     | Kenny Roberts, Yamaha YZR 500        |                |

## Carrière in autosport
Hij reed tussen 1983 en 1984 23 Grands Prix voor de teams Theodore Racing en Toleman.